# Stadio Ferenc Puskás
Lo stadio Ferenc Puskás (ungherese Puskás Ferenc Stadion) è stato un impianto sportivo di Budapest, in Ungheria.

## Descrizione
La costruzione fu iniziata nel 1948 e lo stadio fu inaugurato nel 1952 col nome di Népstadion (Stadio del Popolo), tale nome è rimasto fino al 2002 quando fu cambiato nell'attuale in omaggio al calciatore ungherese Ferenc Puskás, celebre attaccante degli anni cinquanta e sessanta.
Era destinato principalmente al calcio, ma occasionalmente ospitava altri eventi sportivi, concerti di musica leggera ed altri eventi di vario genere.
Nel 2015 aveva una capacità di 56 000 posti a sedere, anche se originariamente poteva contenere fino a 104 000 spettatori.
Nel 2017 è stato totalmente demolito per lasciar posto alla nuova Puskás Aréna.

## Eventi musicali
Principali concerti che si sono svolti nello stadio:
- 1965 – Louis Armstrong
- 1986 – Queen
- 1987 – Genesis
- 1988 – Human Rights koncert: Peter Gabriel, Sting, Bruce Springsteen
- 1990 – Illés + István, a király
- 1991 – AC/DC, Metallica, Mötley Crüe, Queensrÿche
- 1992 – Guns N’ Roses
- 1993 – U2
- 1993 – Jean-Michel Jarre
- 1994 – Omega
- 1995 – Hungária
- 1995 – The Rolling Stones
- 1996 – Michael Jackson
- 1997 - Tina Turner
- 1999 – Omega, P. Mobil
- 2001 – Illés, Metro, Omega
- 2004 – Omega
- 2005 – Neoton Família
- 2006 – Depeche Mode
- 2006 – Robbie Williams
- 2007 – George Michael
- 2007 – The Rolling Stones
- 2009 – Depeche Mode
- 2010 – Metallica
- 2013 – Depeche Mode
- 2013 – Roger Waters